# Conférence Olivaint Genootschap
Оливэнт конференция Бельгии (французский: Conférence Olivaint de Belgique, голландский: Olivaint Genootschap van België) — это бельгийская независимая, многоязычная организация и союз дебатов для студентов, основанная в 1954 году.
Это единственная Студенческая организация в Бельгии, работающая на обоих официальных языках (нидерландский и французский). Целью организации является подготовка своих членов к общественной жизни. Упор делается на обучение ораторскому мастерству, ведению дебатов, написанию писем и проведению конференций с топовыми политиками, учёными и бизнесменами. Конференция ограничивает количество членов до 50 человек в семестр. Членство ограничено до двух лет. Кандидаты должны подать письменное заявление и пройти интервью, которое проводит Совет директоров конференции.

## Известные бывшие члены конференции
Ассоциация подготовила несколько бельгийских политиков, учёных и бизнесменов.
- Дехане, Жан-Люк (Jean-Luc Dehaene), бельгийский государственный и политический деятель
- Jacques van Ypersele de Strihou, чиф оф атф Альберт II
- François-Xavier de Donnea, Бельгийский политик (Реформаторское движение) и бывший мэр города Брюссель